# ヤマノススメ (アニメ)
『ヤマノススメ』は、しろによる漫画『ヤマノススメ』を原作としたアニメ作品。
第1期は5分枠の短編アニメとして2013年1月から3月まで、第2期『ヤマノススメ セカンドシーズン』は15分枠で2014年7月から12月まで、第3期『ヤマノススメ サードシーズン』は同じく15分枠で2018年7月から9月まで、第4期『ヤマノススメ Next Summit』（ヤマノススメ ネクストサミット）は30分枠で2022年10月から12月まで、いずれもTOKYO MXほかにて放送された。
OVA『ヤマノススメ おもいでプレゼント』も2017年10月に公開されている。

## 沿革
第1期
2012年6月7日に制作が発表され、2013年1月から3月までTOKYO MX・サンテレビ・AT-Xほかで放送された。短編アニメとしては珍しく物語に連続性を持つのが特徴。物語冒頭OP後に副題と合目数が出るのが基本フォーマットとなっている。
第2期
2013年12月に行われたファンイベントにおいて制作決定が発表され、『ヤマノススメ セカンドシーズン』のタイトルで2014年7月から12月まで15分枠で放送された。前作の第1期より放送時間と放送期間が拡大された。第1話のOPは第1期総集編を兼ねた特別編成ゆえ、OPフィルムは専用のものとなっている。第2期前半は主に富士登山編までのルートをアニメ化。
特別番組「ヤマノススメ セカンドシーズンのススメ」が7月2日に、「ヤマノススメ セカンドシーズンのススメPART2」が10月1日に放送されている。
OVA
2017年6月に行われたファンイベントで制作が発表され、第3期についても同時に発表された、OVA『ヤマノススメ おもいでプレゼント』は2017年10月28日よりイベント上映およびBlu-ray劇場先行限定版販売が行われ、2018年1月26日にBlu-ray通常版が発売された。2本立ての作品となる。
また、これに合わせてYoutubeのスマイラルアニメーションチャンネルでは第1期および第2期の無料公開が順次行われ、さらにTOKYO MXでは10月10日未明（9日深夜）より同日に第1期と第2期の同合目連続放送での再放送という形で再放送されることになった。
第3期
『ヤマノススメ サードシーズン』は2018年7月から9月まで15分枠で放送された。第2期から製作委員会に参加しているYTEの親会社でもある読売テレビでの放送が今期では実現することとなり、同局の公式サイト内に紹介ページが開設されている。
第4期
『ヤマノススメ Next Summit』は2021年2月に製作が発表され、2022年10月から12月まで放送された。シリーズ初となる30分枠での放送となり、全12話。第1話から第4話までは新規追加のショートストーリーを含めた過去シリーズの総集編となる。第4期からKADOKAWAが本作のIPライセンスを取得している。

## 声の出演
- 雪村あおい - 井口裕香
- 倉上ひなた - 阿澄佳奈
- 斎藤楓 - 日笠陽子
- 青羽ここな - 小倉唯
- 黒崎ほのか - 東山奈央

## スタッフ
|                               | 第1期                                       | 第2期                                                                           | OVA                                            | 第3期                                       | 第4期                                        |
| ----------------------------- | ------------------------------------------- | ------------------------------------------------------------------------------- | ---------------------------------------------- | ------------------------------------------- | -------------------------------------------- |
| 原作                          | しろ（アース・スター エンターテイメント刊） | しろ（アース・スター エンターテイメント刊）                                     | しろ（アース・スター エンターテイメント刊）    | しろ（アース・スター エンターテイメント刊） | しろ（アース・スター エンターテイメント刊）  |
| 監督                          | 山本裕介（第2期以降はシリーズ構成を兼任）   | 山本裕介（第2期以降はシリーズ構成を兼任）                                       | 山本裕介（第2期以降はシリーズ構成を兼任）      | 山本裕介（第2期以降はシリーズ構成を兼任）   | 山本裕介（第2期以降はシリーズ構成を兼任）    |
| キャラクターデザイン          | 松尾祐輔                                    | 松尾祐輔                                                                        | 松尾祐輔                                       | 松尾祐輔                                    | 松尾祐輔                                     |
| 色彩設計                      | 藤木由香里                                  | 藤木由香里                                                                      | 藤木由香里                                     | 藤木由香里                                  | 藤木由香里                                   |
| 美術監督                      | 松本浩樹                                    | 田尻健一                                                                        | 田尻健一                                       | 田尻健一                                    | 宮越歩                                       |
| 美術設定                      | 松本浩樹                                    | 藤井一志                                                                        | 藤井一志                                       | 藤井一志                                    |                                              |
| 撮影監督                      | 佐藤洋                                      | 佐藤洋                                                                          | 田村紗絵                                       | 佐藤洋                                      | 佐藤洋                                       |
| 編集                          | 木村佳史子                                  | 内田恵                                                                          | 内田恵                                         | 内田恵                                      | 内田恵                                       |
| 音響監督                      | 本山哲                                      | 山本裕介（音響演出）                                                            | 山本裕介（音響演出）                           | 山本裕介（音響演出）                        | 山本裕介（音響演出）                         |
| 音楽                          | Flying-Pan                                  | Tom-H@ck                                                                        | Tom-H@ck                                       | Tom-H@ck                                    |                                              |
| 音楽                          | Flying-Pan                                  | yamazo                                                                          |                                                |                                             |                                              |
| 音楽プロデューサー            | 深井康介                                    | 深井康介                                                                        | 深井康介                                       | 深井康介                                    | 深井康介                                     |
| 音楽プロデューサー            |                                             |                                                                                 |                                                | 伊藤中也                                    |                                              |
| プロデューサー                | 後藤裕                                      | 後藤裕                                                                          | 後藤裕                                         | 後藤裕                                      | 藤原利紀、淡路徹 新井智大、平野隆廣 小山雅由 |
| プロデューサー                | 大藤太郎 （第10話 - ）                      | 町田有也→遠山大輔 角田博昭、北田修一 高橋伸一、買場道雄 平戸千絵美（第16話 - ） | 江波戸憲司、鵜飼利恵 兼田健一郎、鈴木脩一      | 江波戸憲司、鵜飼利恵 兼田健一郎、鈴木脩一   | 藤原利紀、淡路徹 新井智大、平野隆廣 小山雅由 |
| プロデューサー                | 大藤太郎 （第10話 - ）                      | 町田有也→遠山大輔 角田博昭、北田修一 高橋伸一、買場道雄 平戸千絵美（第16話 - ） | 四釜瞳、正司遼太郎                             |                                             | 藤原利紀、淡路徹 新井智大、平野隆廣 小山雅由 |
| プロデューサー                | 大藤太郎 （第10話 - ）                      | 中島保裕                                                                        |                                                |                                             |                                              |
| アニメーション プロデューサー | 葛西励                                      | 向峠和喜                                                                        | 大友寿也                                       | 大友寿也                                    | 風間亮                                       |
| アニメーション制作            | エイトビット                                | エイトビット                                                                    | エイトビット                                   | エイトビット                                | エイトビット                                 |
| 製作                          | アース・スター エンターテイメント           | ヤマノススメ 製作委員会                                                         | 『ヤマノススメ おもいでプレゼント』 製作委員会 | ヤマノススメ 製作委員会                     | 『ヤマノススメ Next Summit』 製作委員会      |

## 製作
原作者のしろは、方向性の確認やシナリオ・絵コンテのチェックとして作品に関わっているものの、大きく要望を出すわけではなく、あくまで監督のアシストという立場をとっている。
制作スタッフで登山を行うなどロケハンには力を入れており、取材中に起こった出来事がアニメに反映されることもある。Google ストリートビューやGoogle Earthを利用した空中からの映像は使わず、自分たちで取材に行き撮った写真を使うことで、主人公であるあおいの目線に立った映像となっている。第1期では、美術スタッフからの要望もあり、撮った写真を絵に起こしてからレイアウトにしていたが、第2期以降は、スタッフが変更されたことと業界全体の流れが変わったことにより、一部のシーンでは写真をそのまま絵コンテに貼り付けている。

### 第1期・第2期
第2期前半は富士山にチャレンジして挫折すること、後半は谷川岳の思い出の風景を確かめることがテーマとなっている。オリジナル回も制作されているが、おおまかな流れは原作に忠実。
第2期では放送枠が15分に拡大することから、『ワルキューレロマンツェ』で監督の山本裕介と関わりのあったふでやすかずゆきに脚本を頼むことになった。当初は各話の脚本家として参加予定だったが、山本の監督業が忙しかったことから、最終的にはふでやすが全話執筆することになった。第1期では尺の都合でできていない、ここなやかえでのキャラクターとしての掘り下げも行っている。
原作の序盤は、しろが漫画連載に慣れていないことからページ数が短く、第1期の3分の尺でもちょうどいいバランスだったが、アニメ化に伴い連載ページ数が増え、挫折にフォーカスした回など厚みのある話が増えたことで、第2期では放送時間が伸びたのではとしろは語っている。

### OVA・第3期
ロケハンも大変であり、第2期の終盤がきれいな終わり方をしていたことから続編の計画はなかなか立たなかったが、第3期を待望するファンの声により話が進んだとプロデューサーの後藤裕は話している。後藤はもともと原作漫画の出版社であるアース・スター エンターテイメントのプロデューサーとして作品に関わっていたが、映像事業に特化したグループ会社のスマイラル・アニメーションに異動になったことにより、柔軟に動くことができるようになり、制作に結び付いた。第3期の制作は2016年の夏ごろから、OVAの企画は同年冬から開始している。
2期と3期の間隔が長く空いたことから、スタッフがやりたいものをやろうという試みによりOVAは2期と3期の間を描くオリジナルストーリーとなっており、ここなの回とひなたの父の回が描きたいというキャラクターデザインの松尾祐輔の意向がもとになっている。2部構成のうち両方ともが山に登らない話であることは、企画の開始が冬であり山へのロケハンができなかったことも原因となっている。
第3期のテーマは「あおいとひなたの関係性を見直す」となっており、思春期のポジティブなだけではない感情を作中の季節である秋の情景と合わせている。原作に準拠したエピソードとアニメオリジナルの回が半々となっている。

### 第4期
第3期の制作が終わった直後には第4期のシリーズ構成に入り、2019年夏ごろから制作が始まっている。当初は従来通り15分枠で放送、富士山編は合計約40分のOVAとしての発表予定だったが、30分枠での放送となったことで、富士山編は第11話・第12話となり、もともと作られていた話は2本立てでの放送になった。本来ならば作中の季節は冬だが、冬は登山のオフシーズンとなることから、冬に固執せずにやれるところまで詰め込もうとなり、富士山再挑戦編までを描くことになった。
総作画監督の松尾の意向で、修正を最低限しか入れず各アニメーターの個性を活かす方針だったため、話数ごとに絵柄が大きく異なっている。
最終話のラストシーンでは、あおいたちの未来の姿が描かれたことで、続編の制作予定が無いかのようにも思える演出がなされているが、監督の山本曰くこれは単なるサービスカットであり、軽く受け止めてほしいと話している。山本が現段階でやりたかったことは描き切っているが、原作が続いていることや続編を望むファンの声が大きいことから、第5期が制作される可能性は大いにあるのではと語っている。
放送時間の拡大については、KADOKAWAのプロデューサー・藤原利紀らが参加する前からやりたいという話は存在しており、KADOKAWAからしても30分×全12話というフォーマットはユーザーに届けやすいと感じていたことから、藤原がそれを後押しする形となった。

## 主題歌

### オープニングテーマ
「夏色プレゼント」
あおい（井口裕香）、ひなた（阿澄佳奈）、かえで（日笠陽子）、ここな（小倉唯）による第2期15話までのオープニングテーマ。作詞は稲葉エミ、作曲・編曲はTom-H@ck。
第1話のみ60秒の短縮バージョン。第3期第4話でも劇中歌として使用。
「毎日コハルビヨリ」
あおい（井口裕香）、ひなた（阿澄佳奈）による第2期後半のオープニングテーマ。作詞は稲葉エミ、作曲・編曲はTom-H@ck。
「地平線ストライド」
あおい（井口裕香）、ひなた（阿澄佳奈）、かえで（日笠陽子）、ここな（小倉唯）による第3期オープニングテーマ。作詞は稲葉エミ、作曲はTom-H@ck、編曲はうたたね歌菜。
3話より映像が変更されている。
「想いのち晴れ」
あおい（井口裕香）、ひなた（阿澄佳奈）による第4期オープニングテーマ。作詞・作曲・編曲は瀬名航。

### エンディングテーマ
「スタッカート・デイズ」
あおい（井口裕香）とひなた（阿澄佳奈）による第1期エンディングテーマ。作詞は稲葉エミ、作曲はTom-H@ck、編曲はyamazo。
第2期第12話挿入歌として使用されたほか、第2期13話から15話までおよび第4期12話のエンディングにも使用。
「Tinkling Smile」
小倉唯による第2期12話までのエンディングテーマ。作詞は磯谷佳江、作曲は小野貴光、編曲は大久保薫。
「Cocoiro Rainbow」
鳴海杏子による第2期後半エンディングテーマ。作詞は稲葉エミ、作曲は奥井康介、編曲は百石元。
「駆け出す思い」
第2期25話で使用されたエンディングテーマ。yamazo作曲によるインストゥルメンタル楽曲。
「おもいでクリエイターズ」
あおい（井口裕香）、ひなた（阿澄佳奈）によるOVAエンディングテーマ。作詞は稲葉エミ、作曲はTom-H@ckとうたたね歌菜、編曲はうたたね歌菜。
「色違いの翼」
あおい（井口裕香）、ひなた（阿澄佳奈）による第3期エンディングテーマ。作詞は稲葉エミ、作曲は杉下トキヤ、編曲はKanadeYUK。
「扉を開けてベルを鳴らそう」
あおい（井口裕香）、ひなた（阿澄佳奈）による第4期エンディングテーマ。第5話ではあおいソロver.、第9話ではひなたソロver.が使用された。作詞・作曲・編曲は塚田耕平。

### 劇中歌
「岳人の歌」
第2期第1話・第23話・第3期第3話・第4話の劇中歌。エンディングクレジットでは作詞・作曲・歌はノンクレジットであり、全てアカペラ。
第2期第1話ではあおい（井口裕香）、ひなた（阿澄佳奈）、かえで（日笠陽子）、ここな（小倉唯）によって歌唱され、第23話ではそれに加え、山小屋の主人（池田勝）、登山客が加わる。
「てっぺん目指し隊」
第3期第4話・第12話の劇中歌。作詞は稲葉エミ、作曲はyamazo。第12話ではひなた（阿澄佳奈）が歌唱。
「野いちごガーランド」
第3期第4話劇中歌。作詞は稲葉エミ、作曲は百石元。
「テンダー・ファインダー」
第3期第4話劇中歌。作詞は稲葉エミ、作曲はyamazo。

## 各話リスト

### テレビアニメ
| 話数     | サブタイトル             | 脚本     | 絵コンテ | 演出     | 作画監督            | 総作画監督 | 初放送日      |
| -------- | ------------------------ | -------- | -------- | -------- | ------------------- | ---------- | ------------- |
| 一合目   | 山だけはダメ！           | 山本裕介 | 山本裕介 | 山本裕介 | 松尾祐輔            | -          | 2013年 1月3日 |
| 二合目   | ふたりで行こう！         | 山本裕介 | 山本裕介 | 山本裕介 | 松尾祐輔            | -          | 1月10日       |
| 三合目   | 登山って、命がけ!?       | 山本裕介 | 山本裕介 | 山本裕介 | 中村基              | 松尾祐輔   | 1月17日       |
| 四合目   | 対決！ 山料理!?          | 山本裕介 | 山本裕介 | 山本裕介 | 嶋田和晃            | 松尾祐輔   | 1月24日       |
| 五合目   | シュラフって何？         | 山本裕介 | 山本裕介 | 山本裕介 | 松尾祐輔            | -          | 1月31日       |
| 六合目   | 決めるのは、わたし!?     | 山本裕介 | 山本裕介 | 山本裕介 | 志田ただし          | 松尾祐輔   | 2月7日        |
| 七合目   | デイパック、どれにする？ | 山本裕介 | 山本裕介 | 山本裕介 | 近岡直              | 松尾祐輔   | 2月14日       |
| 八合目   | 高尾山に登ろう！         | 山本裕介 | 山本裕介 | 山本裕介 | 米澤優              | 松尾祐輔   | 2月21日       |
| 九合目   | 森の中で森ガール!?       | 山本裕介 | 山本裕介 | 大野和寿 | 関口雅浩            | 松尾祐輔   | 2月28日       |
| 十合目   | 降りるまでが登山!?       | 山本裕介 | 山本裕介 | 大野和寿 | 嶋田和晃            | 松尾祐輔   | 3月7日        |
| 十一合目 | 明日はアウトドア！       | 山本裕介 | 山本裕介 | 大野和寿 | 志田ただし          | 松尾祐輔   | 3月14日       |
| 十二合目 | そして、次の景色へ       | 山本裕介 | 山本裕介 | 大野和寿 | 山本真理子 嶋田和晃 | 松尾祐輔   | 3月21日       |
| 十三合目 | 壁って怖くないの？       | 山本裕介 | 山本裕介 | 大野和寿 | 入江篤              | 松尾祐輔   | -             |

| 話数                  | サブタイトル                                | 脚本             | 絵コンテ                   | 演出              | 作画監督                                                         | 総作画監督               | 初放送日      |
| --------------------- | ------------------------------------------- | ---------------- | -------------------------- | ----------------- | ---------------------------------------------------------------- | ------------------------ | ------------- |
| 新一合目              | テントに泊まろう！                          | ふでやすかずゆき | 山本裕介                   | 山本裕介          | 入江篤                                                           | 松尾祐輔                 | 2014年 7月9日 |
| 新二合目              | 富士山を見に行こう!!                        | ふでやすかずゆき | 山本裕介                   | 山本裕介          | -                                                                | 松尾祐輔                 | 7月16日       |
| 新三合目              | 山に登るということ                          | ふでやすかずゆき | 山本裕介                   | 水本葉月          | 齋田博之                                                         | 松尾祐輔                 | 7月23日       |
| 新四合目              | 降りた後のお楽しみ！                        | ふでやすかずゆき | 米田和弘                   | 羽多野浩平        | 嶋田和晃                                                         | 松尾祐輔                 | 7月30日       |
| 新五合目              | ゆるして、あげない！                        | ふでやすかずゆき | 寺東克己                   | 羽多野浩平        | 赤尾良太郎                                                       | 松尾祐輔                 | 8月6日        |
| 新六合目              | 好きな事をするために                        | ふでやすかずゆき | 笹木信作                   | 高橋瑞香          | 高橋瑞香                                                         | 松尾祐輔                 | 8月13日       |
| 六・五合目            | ブラノススメ？                              | ふでやすかずゆき | 大脊戸聡                   | 大脊戸聡          | 小澤円 谷川政輝                                                  | 松尾祐輔                 | -             |
| 新七合目              | カワノススメ？                              | ふでやすかずゆき | 水本葉月                   | 水本葉月          | 桂憲一郎                                                         | 松尾祐輔                 | 8月20日       |
| 新八合目              | 素敵な思い出を                              | ふでやすかずゆき | 鎌仲史陽                   | 鎌仲史陽          | 関口雅浩                                                         | 松尾祐輔                 | 8月27日       |
| 新九合目              | 初めまして、富士山                          | ふでやすかずゆき | 和田高明                   | 和田高明          | 嶋田和晃                                                         | 松尾祐輔                 | 9月3日        |
| 新十合目              | 富士山って、甘くない…                       | ふでやすかずゆき | 山本裕介                   | 江島泰男          | 山中正博                                                         | 松尾祐輔                 | 9月10日       |
| 新十一合目            | もぉ、やだ!!                                | ふでやすかずゆき | 吉田泰三                   | 矢吹勉            | 入江篤                                                           | 松尾祐輔                 | 9月17日       |
| 新十二合目            | Dear My Friend                              | ふでやすかずゆき | 吉田泰三                   | 京極義昭          | 岩崎将大                                                         | 松尾祐輔                 | 9月24日       |
| 新十三合目            | 不思議なホタルの物語                        | ふでやすかずゆき | 柳沼和良                   | 柳沼和良          | 今岡律之                                                         | 松尾祐輔                 | 10月8日       |
| 十四合目              | お母さんと霧ヶ峰！                          | ふでやすかずゆき | 吉田泰三                   | 平牧大輔          | 山中正博                                                         | 松尾祐輔                 | 10月15日      |
| 十五合目              | 雨具の記憶 〜ねぇ、ゆうか。今なにしてるの？ | ふでやすかずゆき | 益山亮司                   | 益山亮司          | 上原史之                                                         | 松尾祐輔                 | 10月22日      |
| 十六合目              | 思いをうけついで                            | ふでやすかずゆき | 寺東克己                   | 重原克也          | 古橋聡                                                           | 松尾祐輔                 | 10月29日      |
| 十七合目              | 高いところって、平気？                      | ふでやすかずゆき | 山本裕介 長井春樹          | 間島崇寛          | 江畑諒真                                                         | 松尾祐輔                 | 11月5日       |
| 十八合目              | アルバイト、始めます！                      | ふでやすかずゆき | 京極義昭                   | 京極義昭          | 斎田博之 大藤佐恵子                                              | 松尾祐輔                 | 11月12日      |
| 十九合目              | 宿題が終わらないよぉ                        | ふでやすかずゆき | 山本裕介                   | 水本葉月          | 嶋田和晃                                                         | 松尾祐輔                 | 11月19日      |
| 二十合目              | ここなの飯能大冒険                          | ふでやすかずゆき | 倉田綾子                   | 倉田綾子          | 塩川貴史                                                         | 松尾祐輔                 | 11月26日      |
| 二十一合目            | 思い出の山へ                                | ふでやすかずゆき | さとう陽                   | さとう陽          | さとう陽                                                         | 松尾祐輔                 | 12月3日       |
| 二十二合目            | ともだちになろ？                            | ふでやすかずゆき | 山本裕介                   | 山本裕介          | 入江篤                                                           | 松尾祐輔                 | 12月10日      |
| 二十三合目            | 約束                                        | ふでやすかずゆき | 吉田泰三                   | 松田清            | 嶋田和晃                                                         | 松尾祐輔                 | 12月17日      |
| 二十四合目            | さよなら、わたしたちの夏                    | ふでやすかずゆき | 矢吹勉                     | 矢吹勉            | 中野圭哉 古橋聡                                                  | 松尾祐輔                 | 12月21日      |
| いきなり 百合目（笑） | ヤマノススメ・ベストテン！                  | ふでやすかずゆき | 山本裕介 水本葉月 安藤尚也 | 水本葉月 安藤尚也 | 入江篤 上原史之 杉本ミッシェル 関口雅浩 高橋端香 中野圭哉 古橋聡 | 松尾真彦 嶋田和晃 古橋聡 | -             |

| 話数   | サブタイトル                 | 脚本             | 絵コンテ | 演出       | 作画監督        | 総作画監督 | 初放送日      |
| ------ | ---------------------------- | ---------------- | -------- | ---------- | --------------- | ---------- | ------------- |
| 第1話  | 筑波山で初デート!?           | 山本裕介         | 山本裕介 | 倉田綾子   | 入江篤          | 松尾祐輔   | 2018年 7月3日 |
| 第2話  | 登山靴ってすごいの？         | ふでやすかずゆき | ちな     | ちな       | ちな            | 松尾祐輔   | 7月10日       |
| 第3話  | 飯能にアルプス!?             | ふでやすかずゆき | 重原克也 | 重原克也   | みやち          | 松尾祐輔   | 7月17日       |
| 第4話  | クラスメイトと遊ぼう！       | ふでやすかずゆき | 寺東克己 | 山本裕介   | 松本憲生        | 松尾祐輔   | 7月24日       |
| 第5話  | 思い出を写そう！             | ふでやすかずゆき | 山本裕介 | 山本裕介   | 松尾祐輔        | -          | 7月31日       |
| 第6話  | コーヒーってなんの味？       | ふでやすかずゆき | 塚田夏央 | 鷺ノ宮次郎 | 嶋田和晃        | 松尾祐輔   | 8月7日        |
| 第7話  | 働かざるもの、登るべからず!? | ふでやすかずゆき | 倉田綾子 | 倉田綾子   | 古橋聡          | 松尾祐輔   | 8月14日       |
| 第8話  | ふたつの約束                 | ふでやすかずゆき | 平牧大輔 | 平牧大輔   | 嶋田和晃        | 松尾祐輔   | 8月21日       |
| 第9話  | それぞれの景色               | ふでやすかずゆき | 倉田綾子 | 倉田綾子   | 山本脩斗        | 松尾祐輔   | 8月28日       |
| 第10話 | すれちがう季節               | ふでやすかずゆき | ちな     | ちな       | 今岡律之        | 松尾祐輔   | 9月4日        |
| 第11話 | ぎこちない縦走               | ふでやすかずゆき | 山本裕介 | 山本裕介   | 嶋田和晃        | 松尾祐輔   | 9月11日       |
| 第12話 | ともだち                     | ふでやすかずゆき | 山本裕介 | 相浦和也   | 齊藤佳子 古橋聡 | 松尾祐輔   | 9月18日       |
| 第13話 | 秘密だよ？                   | ふでやすかずゆき | 倉田綾子 | 倉田綾子   | 森川侑紀        | 松尾祐輔   | 9月25日       |

| 話数 | サブタイトル                   | 脚本         | 絵コンテ     | 演出       | 作画監督               | 総作画監督 | 初放送日       |
| ---- | ------------------------------ | ------------ | ------------ | ---------- | ---------------------- | ---------- | -------------- |
| #01  | ヤマノススメぷりくえる         | 山本裕介     | 江崎慎平     | 田中千駿   | 新海良佑               | 松尾祐輔   | 2022年 10月5日 |
| #01  | 1st season春                   | （総集編）   | （総集編）   | （総集編） | （総集編）             | （総集編） | 2022年 10月5日 |
| #02  | 走れ！ヤマガール               | 山本裕介     | 徳野雄士     | 徳野雄士   | 阿見圭之介             | 松尾祐輔   | 10月12日       |
| #02  | 2nd season夏 前編              | （総集編）   | （総集編）   | （総集編） | （総集編）             | （総集編） | 10月12日       |
| #03  | 都内で登山!?                   | カトキハジメ | カトキハジメ | 朱原デーナ | 髙橋瑞紀               | 松尾祐輔   | 10月19日       |
| #03  | 2nd season夏 後編              | （総集編）   | （総集編）   | （総集編） | （総集編）             | （総集編） | 10月19日       |
| #04  | 夢にまでみた？フジ◯◯           | 山本裕介     | 愛敬亮太     | 愛敬亮太   | 石野聡                 | 松尾祐輔   | 10月26日       |
| #04  | 3rd season秋                   | （総集編）   | （総集編）   | （総集編） | （総集編）             | （総集編） | 10月26日       |
| #05  | 登山部からの挑戦!?             | 山本裕介     | 山本裕介     | 山本裕介   | 松本憲生               | 松尾祐輔   | 11月2日        |
| #05  | 武甲山で愛のムチ？             | 山本裕介     | 山本裕介     | 福地和浩   | 福地和浩               | 松尾祐輔   | 11月2日        |
| #06  | ひかりのデート大作戦！         | 山本裕介     | 山本裕介     | 山本裕介   | 松尾祐輔               | -          | 11月9日        |
| #06  | みんなでホワイトクリスマス！   | 山本裕介     | 誌村宏明     | 山中祥平   | 田中織枝               | 松尾祐輔   | 11月9日        |
| #07  | 初日の出、どこで見る？         | 山本裕介     | 斎藤圭一郎   | 斎藤圭一郎 | 佐藤利幸               | 松尾祐輔   | 11月16日       |
| #07  | クラスメイトと山登り！         | ちな         | ちな         | ちな       | ちな                   | 松尾祐輔   | 11月16日       |
| #08  | パワースポットでバレンタイン？ | 山本裕介     | 大川貴大     | 田中千駿   | 今西亨                 | 松尾祐輔   | 11月23日       |
| #08  | スノーシューにチャレンジ！     | 山本裕介     | 北村将       | 北村将     | きーくん               | 松尾祐輔   | 11月23日       |
| #09  | 渓流釣りって、人生？           | 山本裕介     | 山本裕介     | 登坂晋     | 久保光寿               | 松尾祐輔   | 11月30日       |
| #09  | ひなた一家と、いざ鎌倉！       | 山本裕介     | 山本裕介     | 伊礼えり   | 河本有聖               | 松尾祐輔   | 11月30日       |
| #10  | 新しい季節                     | 山本裕介     | 倉田綾子     | 北村将     | みやち                 | 松尾祐輔   | 12月7日        |
| #11  | また会えたね！富士山           | 山本裕介     | かおり       | かおり     | 入江篤                 | 松尾祐輔   | 12月14日       |
| #12  | 行こう！新しい頂きへ           | 山本裕介     | 山本裕介     | 重原克也   | 牧茶 髙橋瑞紀 松尾祐輔 | 松尾祐輔   | 12月21日       |

### OVA
| 話数        | サブタイトル  | 脚本             | 絵コンテ | 演出     | 作画監督 | 総作画監督 | 上映日          |
| ----------- | ------------- | ---------------- | -------- | -------- | -------- | ---------- | --------------- |
| Present1 夏 | ここなの8/31  | ふでやすかずゆき | -        | 山本裕介 | 松尾祐輔 | 松尾祐輔   | 2017年 10月28日 |
| Present2 秋 | ひなたの10/28 | ふでやすかずゆき | 江崎慎平 | 相浦和也 | 嶋田和晃 | 松尾祐輔   | 2017年 10月28日 |

## 放送局
| 放送期間               | 放送時間                     | 放送局     | 対象地域 | 備考                      |
| ---------------------- | ---------------------------- | ---------- | -------- | ------------------------- |
| 2013年1月3日 - 3月21日 | 木曜 1:30 - 1:35（水曜深夜） | TOKYO MX   | 東京都   |                           |
|                        | 木曜 2:05 - 2:10（水曜深夜） | サンテレビ | 兵庫県   |                           |
|                        | 木曜 23:05 - 23:10           | AT-X       | 日本全域 | CS放送 / リピート放送あり |

| 放送期間                 | 放送時間                     | 放送局         | 対象地域 | 備考                  |
| ------------------------ | ---------------------------- | -------------- | -------- | --------------------- |
| 2014年7月9日 - 12月24日  | 水曜 22:00 - 22:15           | TOKYO MX       | 東京都   | 製作参加              |
|                          |                              | KBS京都        | 京都府   |                       |
| 2014年7月10日 - 12月25日 | 木曜 2:34 - 2:49（水曜深夜） | 静岡第一テレビ | 静岡県   |                       |
|                          | 木曜 3:00 - 3:15（水曜深夜） | BS11           | 日本全域 | BS放送 / 『ANIME+』枠 |
| 2014年7月11日 - 12月26日 | 金曜 22:30 - 22:45           | AT-X           | 日本全域 | CS放送                |

| 放送期間                | 放送時間                     | 放送局         | 対象地域     | 備考                      |
| ----------------------- | ---------------------------- | -------------- | ------------ | ------------------------- |
| 2018年7月3日 - 9月25日  | 火曜 1:40 - 1:55（月曜深夜） | TOKYO MX       | 東京都       | 製作参加                  |
|                         | 火曜 2:10 - 2:32（月曜深夜） | 読売テレビ     | 近畿広域圏   | 『MANPA』第1部            |
|                         | 火曜 2:30 - 2:45（月曜深夜） | BS11           | 日本全域     | BS放送 / 『ANIME+』枠     |
|                         | 火曜 21:15 - 21:30           | AT-X           | 日本全域     | CS放送 / リピート放送あり |
| 2018年7月9日 - 10月1日  | 月曜 22:30 - 22:45           | J:COM          | 日本各地     | CATV                      |
|                         | 月曜 22:40 - 22:55           | スターキャット | 愛知県の一部 | CATV / リピート放送あり   |
| 2018年8月20日 - 10月1日 | 月曜 23:00 - 23:30           | とちぎテレビ   | 栃木県       | 2話連続放送               |

| 放送期間                 | 放送時間                     | 放送局   | 対象地域   | 備考                                 |
| ------------------------ | ---------------------------- | -------- | ---------- | ------------------------------------ |
| 2022年10月5日 - 12月21日 | 水曜 0:30 - 1:00（火曜深夜） | TOKYO MX | 東京都     |                                      |
|                          |                              | BS11     | 日本全域   | BS放送 / 『ANIME+』枠                |
|                          | 水曜 2:30 - 3:00（火曜深夜） | 毎日放送 | 近畿広域圏 | 『アニメ特区』第1部                  |
|                          | 水曜 20:00 - 20:30           | AT-X     | 日本全域   | CS放送 / 字幕放送 / リピート放送あり |

海外では、2016年6月よりラトビアにて、2017年6月よりメキシコにて吹き替え版が放送されるなど、最終的には数十か国で放送・配信が行われた。

## 関連商品

### BD / DVD
第4期BD / DVD1巻は、製造上の都合により2023年1月25日から同年2月3日に発売が延期された。
| 巻       | 発売日        | 収録話                  | 規格品番 | 規格品番 |
| 巻       | 発売日        | 収録話                  | BD       | DVD      |
| -------- | ------------- | ----------------------- | -------- | -------- |
|          | 2013年5月24日 | 全12話 第13話（未放送） | EAAB-003 |          |
| 新特装版 | 2014年8月22日 | 全12話 第13話（未放送） | EAAB-013 | EAAD-011 |

| 巻  | 発売日         | 収録話                          | 規格品番 | 規格品番 |
| 巻  | 発売日         | 収録話                          | BD       | DVD      |
| --- | -------------- | ------------------------------- | -------- | -------- |
| 1   | 2014年9月26日  | 第1話 - 第2話                   | EAAB-014 | EAAD-012 |
| 2   | 2014年10月24日 | 第3話 - 第6話 第6.5話（未放送） | EAAB-015 | EAAD-013 |
| 3   | 2014年11月28日 | 第7話 - 第10話                  | EAAB-016 | EAAD-014 |
| 4   | 2014年12月26日 | 第11話 - 第14話                 | EAAB-017 | EAAD-015 |
| 5   | 2015年1月23日  | 第15話 - 第18話                 | EAAB-018 | EAAD-016 |
| 6   | 2015年2月27日  | 第19話 - 第22話                 | EAAB-019 | EAAD-017 |
| 7   | 2015年3月27日  | 第23話・第24話 未放送話         | EAAB-020 | EAAD-018 |
| BOX | 2018年3月30日  | 第1話 - 第24話 未放送話         | SMIB-24  |          |

| 巻              | 発売日         | 収録話      | 規格品番 | 規格品番 |
| 巻              | 発売日         | 収録話      | BD       | DVD      |
| --------------- | -------------- | ----------- | -------- | -------- |
| 劇場先行 限定版 | 2017年10月28日 | Present1・2 | SMIB-22  |          |
| 通常版          | 2018年1月26日  | Present1・2 | SMIB-23  |          |

| 巻 | 発売日         | 収録話         | 規格品番 | 規格品番 |
| 巻 | 発売日         | 収録話         | BD       | DVD      |
| -- | -------------- | -------------- | -------- | -------- |
| 1  | 2018年9月28日  | 第1話 - 第4話  | SMIB-30  |          |
| 2  | 2018年10月26日 | 第5話 - 第8話  | SMIB-31  |          |
| 3  | 2018年11月30日 | 第9話 - 第13話 | SMIB-32  |          |

| 巻 | 発売日        | 収録話         | 規格品番  | 規格品番   |
| 巻 | 発売日        | 収録話         | BD        | DVD        |
| -- | ------------- | -------------- | --------- | ---------- |
| 1  | 2023年2月3日  | 第1話 - 第4話  | KAXA-8481 | KABA-11271 |
| 2  | 2023年2月22日 | 第5話 - 第8話  | KAXA-8482 | KABA-11272 |
| 3  | 2023年3月24日 | 第9話 - 第12話 | KAXA-8483 | KABA-11273 |

### CD
| 発売日         | タイトル                                                   | 規格品番                                     | オリコン最高位 |
| -------------- | ---------------------------------------------------------- | -------------------------------------------- | -------------- |
| 2013年3月13日  | スタッカート・デイズ                                       | ESER-002                                     | 53位           |
| 2014年8月13日  | Tinkling Smile                                             | KICM-91526（期間限定盤） KICM-1526（通常盤） | 12位           |
| 2014年10月3日  | 夏色プレゼント                                             | ESER-013                                     | 25位           |
| 2014年12月17日 | 毎日コハルビヨリ                                           | ESER-014                                     | 31位           |
| 2014年12月17日 | Cocoiro Rainbow                                            | ESER-015                                     | 57位           |
| 2017年10月28日 | おもいでクリエイターズ                                     | SMRR-011                                     | 122位          |
| 2018年7月18日  | ヤマノススメ オリジナルサウンドトラック                    | SMRR-012                                     | 170位          |
| 2018年7月27日  | 地平線ストライド                                           | SMRR-016                                     | 85位           |
| 2018年7月27日  | 色違いの翼                                                 | SMRR-017                                     | 86位           |
| 2018年8月24日  | ヤマノススメ サードシーズン キャラクターソングミニアルバム | SMRR-018                                     | 86位           |
| 2022年10月12日 | ヤマノススメ サードシーズン オリジナルサウンドトラック     | WAGE-13006                                   |                |
| 2022年10月12日 | 想いのち晴れ/扉を開けてベルを鳴らそう                      | KICM-93376                                   | 38位           |

### フィギュア
- ねんどろいど 雪村あおい（グッドスマイルカンパニー） 2015年3月発売[50][51]
- ねんどろいど 倉上ひなた（グッドスマイルカンパニー） 2018年7月発売
- 1/7スケール「あおい」（ピーエムオフィスエー） 2018年10月発売
- 1/7スケール「ひなた」（ピーエムオフィスエー） 2018年12月発売

### 登山用品
ICI石井スポーツとのコラボレーションとして以下の商品を展開、加えて2014年12月1日より同社各店舗で井村屋の機能羊羹セット購入者に缶バッジを配布した。さらに2015年1月から3月にかけて各月1回、机上講習会を行う。
- 飯ごう 2014年9月発売[55][56]
- ボトル（水筒）・マグカップ 2014年10月4日発売[57]
- 登山用機能Tシャツ 2014年11月1日発売[58]
- シエラカップ・ナルゲンボトル 2014年11月29日発売[59]

### その他の商品
- ボイスクロック（目覚まし時計）（Grow-Up Factory） 2015年1月26日発売[60][61]
- 嫁コレ（ボイス付きカードコレクションゲーム）（HEROZ）
  - 雪村あおい 2016年4月22日発売
  - 倉上ひなた 2016年5月13日発売
  - 斉藤楓 2016年5月20日発売
  - 青羽ここな 2016年5月27日発売
- ヤマノススメセカンドシーズン てへぺろ つながる缶チャーム/アクリルキーホルダー(Caravan.Inc)
  - 2017年8月11日発売。あおい・ひなた・ここな・かえでの4名分が缶チャームとキーホルダーそれぞれ同一の「てへぺろ(・ω<)」ポーズ[注 9]のイラストでデザインされている。コミケ初日の2017年の山の日（8月11日）からの会場先行販売の後Caravan運営のECサイト"COCOLABO"で販売。

## ゲーム
ヤマノススメ Next Summit 〜あの山に、もう一度〜
PlayStation 4 / Nintendo Switch用ゲームソフトとしてエンターグラムより2023年12月7日発売。ジャンルはアドベンチャー＋スゴロク。

## コラボレーション
アニメ化に際しては、物語の主な舞台（具体的には主要人物の居住地並びに序盤に登場する山の在所）とされる埼玉県飯能市の公式サイトに広報ページが設けられた他、2012年12月7日から9日にかけて西武池袋本店別館「西武ギャラリー」にて催された西武沿線サミット「スマイル＆スマイル展」と、2013年2月1日・2日に東京・池袋にて開催された「東京アニメ・マンガカーニバルin としま」における飯能市の展示物の一部として紹介された。アニメは2013年3月20日に最終回を迎えたが、西武鉄道では同日より池袋線・新宿線の車内・駅構内にて記念コラボレーションポスターの掲示が行われた。
第2期に合わせてプロ野球球団埼玉西武ライオンズは、同年7月12日に西武ドームで開催の対オリックス・バファローズ戦を「TVアニメ ヤマノススメデー」とし、主演の井口裕香とエンディング曲を歌うここな役・小倉唯が始球式や場内アナウンスなどを行うと報じられ、テレビアニメ公式サイトでは同チームのグッズを携えた登場人物らのイラストも公開された。
OVA発売と第3期決定記念に、埼玉県を舞台にしたアニメ作品のイベント『アニメだ！埼玉大集合（略称:アニ玉）』に参加、同日メットライフドームで開催されたプロ野球埼玉西武ライオンズvsオリックス・バファローズ戦始球式に井口（2度目）と阿澄が参加、井口はノーバウンド投球を達成した。
2018年7月9日のコラボイベントでは千葉ロッテマリーンズ戦の始球式に小倉（2度目）と楓役の日笠陽子が登板し、2022年9月19日のコラボデーでは東北楽天ゴールデンイーグルス戦のセレモニアルピッチに小倉（3度目）と小春役の岩井映美里が登板した。

## ラジオ
『ヤマノススメ ラジオノススメ』のタイトルで、2014年7月から同年12月までラジオ大阪、文化放送 超!A&G+、HiBiKi Radio Stationにて放送された。メインパーソナリティは井口裕香が担当し、毎月交代で相方となるパーソナリティが決まる。放送時間はアニメに合わせて15分となっている。
2015年8月11日、同年12月、2016年8月11日、2017年8月5日に特別番組を放送。
アニメ3期に合わせ、上記と同じラジオタイトル『ヤマノススメ ラジオノススメ』が、2018年6月3日から9月30日までラジオ大阪にて毎週日曜 22:20 - 22:35 に放送されていた。ラジオクラウドでも配信された。パーソナリティは井口裕香が務めた。
また、西武鉄道『特急ヤマノススメ号』では本番組の特別版を車内で放送した。

### マンスリーパーソナリティ
- 阿澄佳奈 - 7月（第1回 - 第5回）、12月（第23回 - 第26回）
- 小倉唯 - 8月（第6回 - 第9回）、10月（第14回 - 第18回）
- 日笠陽子 - 9月（第10回 - 第13回）、11月（第19回 - 第22回）

### コーナー
- 言いたい事はマウンテンマウンテン
- 山神様のお言葉
- やましぃ話
- 山小屋へようこそ

### 放送局（ラジオ）
| 放送対象地域 | 放送局               | 放送期間                                       | 放送日時                              | 系列       | 備考     |
| ------------ | -------------------- | ---------------------------------------------- | ------------------------------------- | ---------- | -------- |
| 近畿広域圏   | ラジオ大阪           | 2014年7月4日 - 12月26日 2018年6月3日 - 9月30日 | 金曜 23:30 - 23:45 日曜 22:20 - 22:35 | NRN        |          |
| 日本全域     | 文化放送超！A&G+     | 2014年7月12日 - 2015年1月3日                   | 土曜 18:30 - 18:45                    | ネット配信 | 8日遅れ  |
| 日本全域     | HiBiKi Radio Station | 2014年7月14日 - 2015年1月5日                   | 月曜 12:00更新                        | ネット配信 | 12日遅れ |

## Web番組
YouTube番組『ヤマノススメ探検隊』が、2022年5月からYouTube KADOKAWA Anime Channelにて配信された。小春役の岩井映美里が隊長を務める。